# Laccophilus indicus
Laccophilus indicus är en skalbaggsart som beskrevs av Gschwendtner 1936. Laccophilus indicus ingår i släktet Laccophilus och familjen dykare. Inga underarter finns listade i Catalogue of Life.